# Моряков, Леонид Владимирович
Леони́д Влади́мирович Моряко́в (бел. Леанід Уладзіміравіч Маракоў; псевдонимы: Владимир Моряков, Анатоль Сінчукоўскі и др.; 15 апреля 1958, Минск, Белорусская ССР — 17 декабря 2016, Минск, Беларусь) — белорусский инженер-наладчик, писатель, журналист и историк, энциклопедист.

## Биография
В 1986 году окончил Минский радиотехнический институт. Работал инженером-наладчиком на заводе ЭВМ, в АН БССР. В начале 1990-х годов сменил род занятий, импортировал бытовую и профессиональную радиоэлектронику. Много путешествовал по Северу, Сибири, Казахстану, Дальнему Востоку, по Западной Европе и ОАЭ, был успешным бизнесменом.
В середине 1990-х годов резко изменил вид деятельности, обратившись к розыскам сведений о своем расстрелянном большевиками дяде, любимом ученике Народного поэта Беларуси Янки Купалы, легендарном поэте 1930-х годов Валерии Морякове. Расследование биографии поэта, о ком позже Л. Моряков написал монографию, других репрессированных родственников перешло в планомерное и профессиональное исследование истории всех пострадавших в годы правления Сталина деятелей культуры и общественности Беларуси. Это стало возможным благодаря получению кратковременного доступа к секретным архивам КГБ Белорусской ССР.
Моряков — автор уникального энциклопедического справочника в 10 томах (15 книгах, 9 из которых на начало 2008 г. увидели свет) «Репрессированные литераторы, ученые, работники образования, общественные и культурные деятели Беларуси, 1794—1991» (бел.  "Рэпрэсаваныя літаратары, навукоўцы, работнікі асветы, грамадскія і культурныя дзеячы Беларусі. 1794—1991"), в котором приводятся биографии более чем 20000 расстрелянных или погибших в сталинских концлагерях (ГУЛАГе) деятелей белорусской культуры. Другие значительные работы опубликованные Моряковым: «Уничтожение» (бел.  "Вынішчэнне") — книга, посвященная исследованию репрессий против белорусских литераторов; «Жертвы и Палачи» (бел.  "Ахвяры і Карнікі"), — документальное исследование судеб жертв и их мучителей во времена массовых расстрелов 1930-х г.; двухтомный энциклопедический справочник «Репрессированные православные священно- и церковно-служители Беларуси. 1917—1967» (бел.  "Рэпрэсаваныя праваслаўныя свяшчэнна- і царкоўнаслужыцелі Беларусі. 1917—1967").
Первые рассказы увидели свет в 1998 г. В последующие годы вышла серия сборников. Рассказы Морякова обычно затрагивают годы сталинских репрессий и брежневского застоя, прослеживают судьбы людей, противостоящих тоталитарном режиму. Героев книг Морякова отличает ненависть к несправедливости, неутолимая жажда бороться за свободу, за лучшую жизнь. Также Моряков писал остросюжетные, динамичные истории, часто базирующиеся на фактах из личной биографии. Моряков был членом Союза белорусских писателей с 2002 года, полноправным членом международного ПЕН-клуба, лауреатом ряда литературных премий. Был женат. Имел два сына и дочь.